# Oziroe
Oziroe là một chi thực vật có hoa trong họ Asparagaceae.

## Danh sách loài
- Oziroe acaulis (Baker) Speta
- Oziroe argentinensis (Lillo & Hauman) Speta
- Oziroe arida (Poepp.) Speta
- Oziroe biflora (Ruiz & Pav.) Speta
- Oziroe chloroleucum (Lindl.) Speta
- Oziroe correntina Ravenna
- Oziroe leuchlora Raf.
- Oziroe pomensis Ravenna
- Oziroe sessilis (R.E.Fr.) Ravenna
- Oziroe totorensis Ravenna